# Lautereria apperita
Lautereria apperita är en insektsart som beskrevs av Young 1977. Lautereria apperita ingår i släktet Lautereria och familjen dvärgstritar. Inga underarter finns listade i Catalogue of Life.